# 塩ノ原
塩ノ原（しおのはら）は、福島県南会津郡南会津町の大字。

## 地理

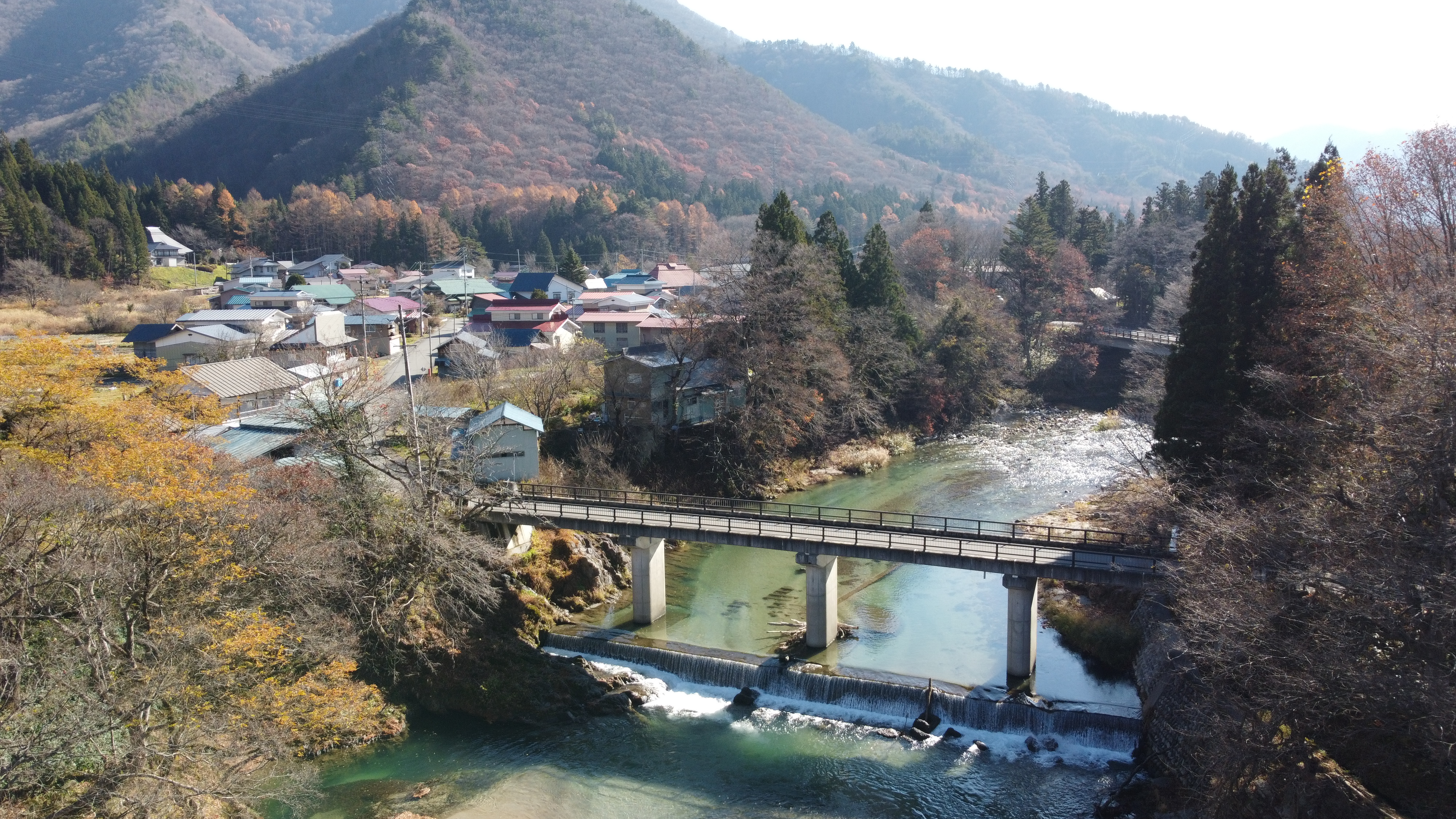

集落は、真名板倉山と牛首山の間から流れる宮沢が立岩川と合流する地点の周辺にある。また、塩ノ原は旧舘岩村の中で最も河川段丘が幅広く長い。
塩ノ原が属していた旧舘岩村は峨峨として聳える岩石や絶壁が多いことから、大字森戸の立岩に村名が由来している。そういった地理的観点から石への信仰が強く、塩ノ原字立石も石に対する重いから成った地名とされている。塩ノ原の地名の由来は、塩類を帯びた清水が周辺から湧き出ていたためとされている。

## 歴史

### 中世
地内の泉光寺に銅製の磬子（きんす）があり、これの上縁部に「康永二年五月泉光寺」（1343年）の銘が刻まれており、「新編会津風土記」には泉光寺の宝物と記載されている。尚、寄進者は不明。宗派は太子守宗。これは聖徳太子を守護する宗教者で本来本寺を持たないが、中世南山にあった四寺では聖徳太子を主尊としながらも当時から阿弥陀仏を所有する真宗系の宗教者でもあった。
地理説で述べたように石への信仰が強い旧舘岩村であるが、炭焼きや狩猟などの生業が山での生活に依存する面から、中世舘岩村の人々の山の神への信仰も強かったとされている。塩ノ原にあった三島神社も山への信仰からできたものとし中世に勧請されていたと云う。
こういった信仰の展開は、長沼氏の南山領有や鬼怒川水系交通の発展などによる中世の人々の来往定着が影響したとされている。この流れから諸氏が舘岩の地に定着するようになり、塩ノ原では芳賀氏が定着したとされ、他にも館跡があると云う。
中世の立岩郷から伊南に抜ける道は舘岩川に沿った、戸中・福渡・塩ノ原・田ノ瀬を抜けて穴原村から舘岩川を渡り恥風村に行く道が主で、これは近世まで続く。

### 近世

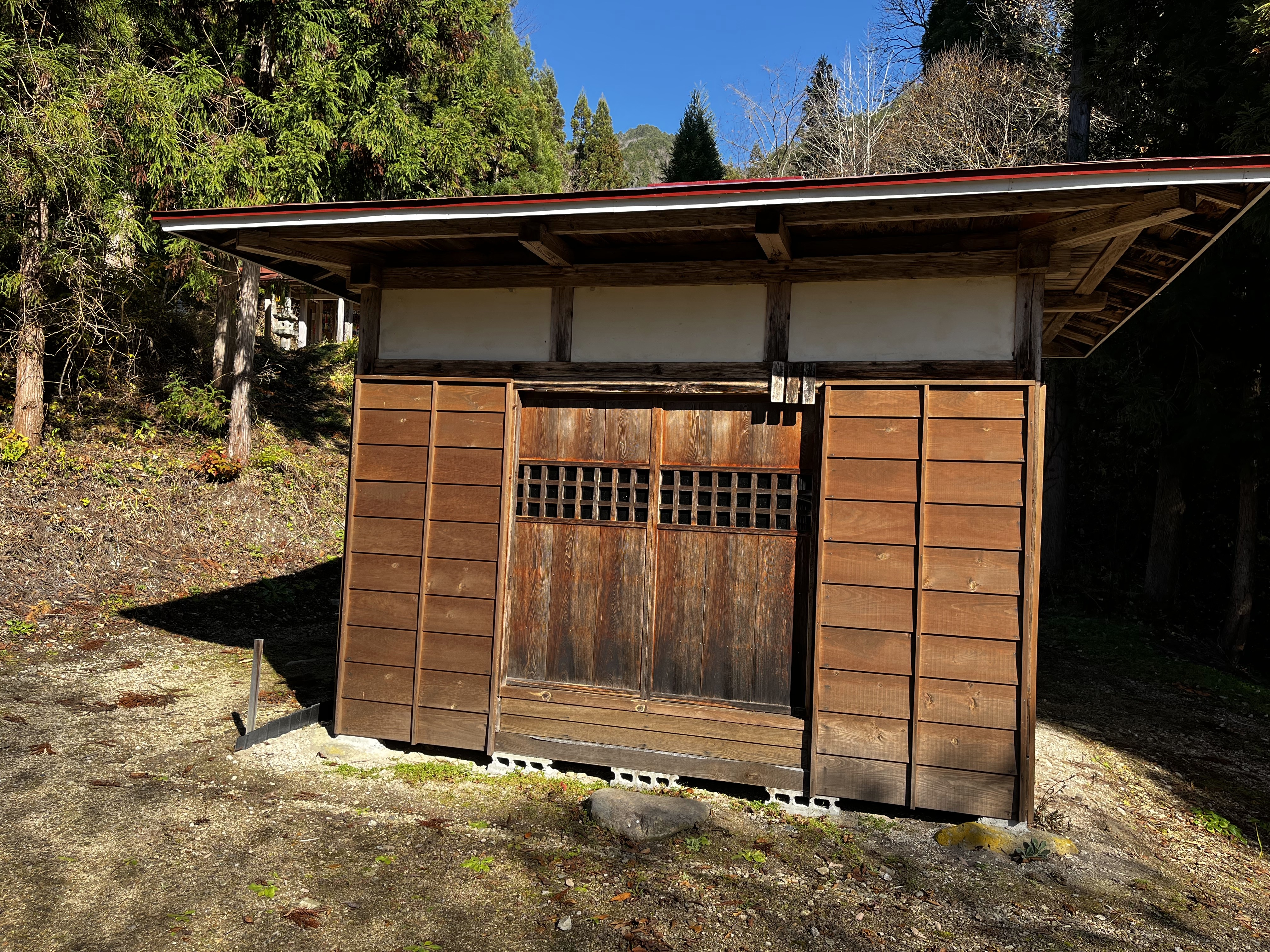
泉光寺裏に位置する十王堂

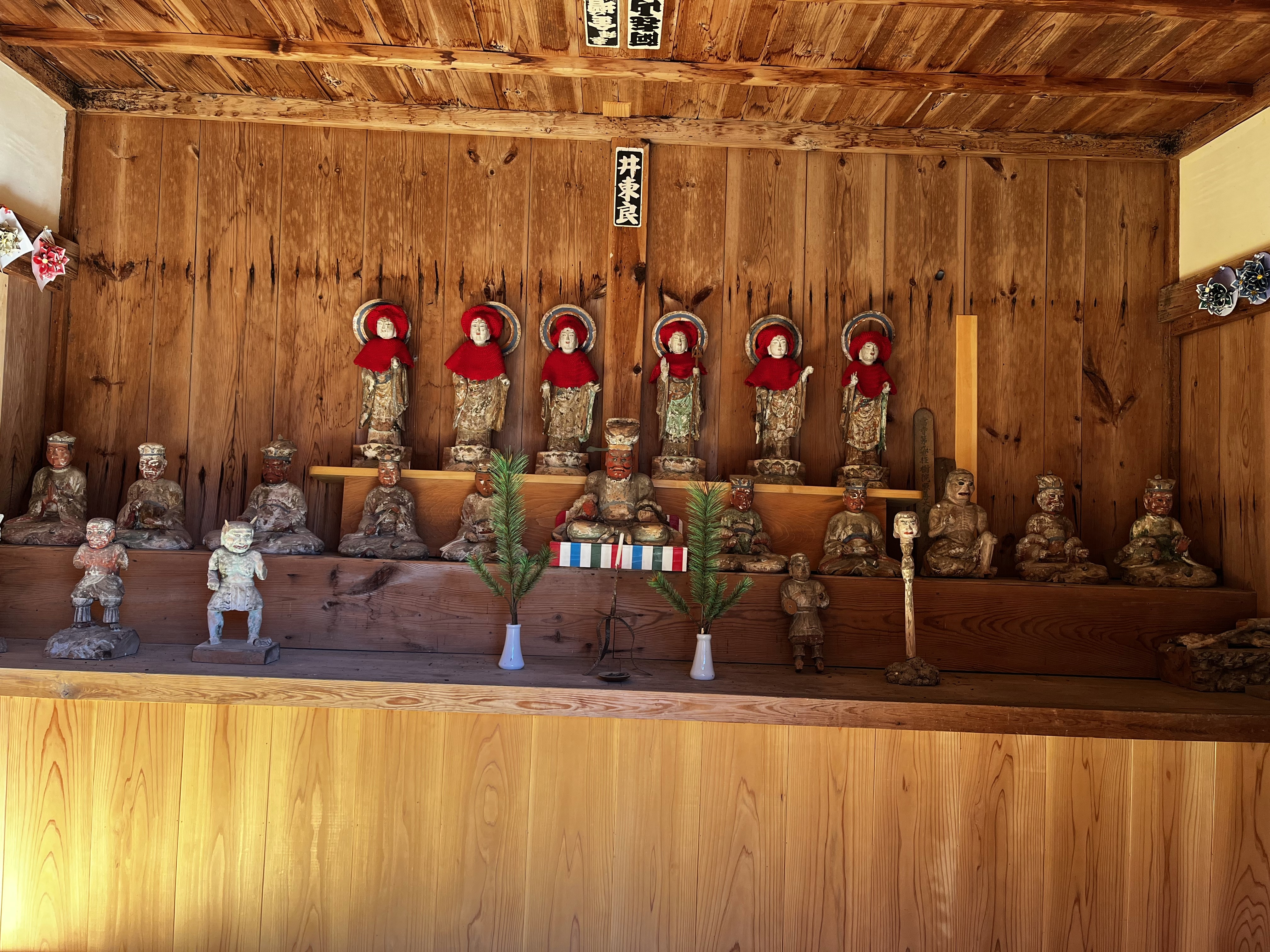
十王堂内部

1650年（慶安3年）、泉光寺が取りまとめ南山の11ケ寺（泉光寺も含む）が太子守宗から真宗高田専修寺派に改宗。
近世において塩原村（塩ノ原）は舘岩村の中で最も幅広く長い段丘面を有していたことから、熨斗戸組全24ヵ村の中で1番の村高（生産高）を誇っていた。塩原村の村高は176石9斗3升2合から186石8斗3升2合の間で推移しており、熨斗戸組で最も村高が低かった介木生村との差は13倍以上。また河川の流域に村が位置していることもあり、近世の1772年（明和9年）4月の「村明細帳」によると塩原村を含む7ヵ村が立岩川の役永（租税）を上納していたとある。
熨斗戸組の全24ヵ村の家数・人口が記録されている「熨斗戸組覚書」によると、塩原村が最も規模が大きく1745年（延享2年）時点で家数50軒・人口237人だった。それに対し最少は押戸村の家数5軒・人口13人。尚、この史料には百姓・水呑百姓しか書き上げられていないため、全ての人口・家数が記録されているとは限らない。 

#### 兼務肝煎
熨斗戸組にも村役人がいたのだが、特徴的なのはほとんどの村の肝煎が兼務肝煎（1人が複数の村の肝煎を勤めること）だったこと。1716年（享保元年） に塩原村の肝煎を務めていたのは星金三郎で、他に田瀬村・福渡村・前沢村・穴原村・介木生村・小高林村の肝煎を務める兼務肝煎だった。なお金三郎が在村していたのは塩原村。1753年（宝暦3年）には金右衛門（金三郎の子）、1768年（明和5年）には金三郎（前述した金三郎と同一人物）が同様に7ヵ村で兼務肝煎を務めどちらも在村したのは塩原村だった。
1753年（宝暦三年）頃、塩野村肝煎を務めていた金右衛門は父金三郎が肝煎を務めていた頃からかさんだ借金に困窮していて、それを助けようと七ヵ村惣百姓が訴願している。当時、金右衛門は使用人を持つことなく、下男を担保に年貢を救済したり、村中の手伝いによりようやく耕作しているような状態だった。そのため、自らの田地を質に出して持ち高を減らして生活していけるようにし、肝煎の辞任を願い出た。これを聞き入れた7ヵ村の人々は今後も金右衛門が肝煎を続けられるようにと、金50両の拝借を訴願。それに対し郷頭の星谷右衛門は、金右衛門が役儀を返上した場合後任が居ないことから、渋々願いあげた。
1777年（安永6年）6月23日、塩原村の立岩川の御普請所（幕府が施行した土木工事）の続きで自普請（農民で費用を出す土木工事）で繕っていた箇所が決壊。そこから水が新田に流れ込んだものの、水が引いた後は稲も起き大きな支障はなかった。そこを自普請しようとしたものの、決壊箇所が広かったため御普請してもらえないかと願い出た。これが認められ「塩原触下七ヵ村」へ仰せ付けられた。このように、川除普請は一つの村で賄い切れるものとされていなく、流域の複数の村をまとめて実施されていた。
南山御蔵入領（現福島県南会津郡）を支配していた田島代官所に対し村々が不満が鬱積していたことなどから、南山御蔵入騒動が起きた。これは1720年（享保5年）11月26日未明、年貢減免・年貢米の江戸廻米中止・年貢金納地への米納強制の取り止めなどを代官に対して願い出ようと約800人の下郷の百姓が田島東端田部原に集まり相談し、その後田島陣屋に押しかけ騒動を起こしたのが発端。この騒動を聞きつけた領内の村々から訴状が差し出されるようになった。これに対し代官所は、はっきりとした答えを出さずごまかした。それを見かねた各村のリーダー達が密かに会合を重ね、翌年（享保6年）2月江戸幕府へ直訴するまでに進展した。以来、足掛け3年に渡り幕府勘定所による取り調べが行われ、争いは続いた。この騒動により塩ノ原村喜兵衛が田島陣屋取り調べで手錠を仰せ付けられている。

### 近代
明治維新後、支配区分や名称変更などがあり1889年（明治22年）4月町村制施行の際に7ヵ村が合併し舘岩村となった。その7ヵ村のうちの1つが塩ノ原村で、1875年（明治8年）8月時点では塩ノ原集落と田野瀬集落で構成されていた。尚、終戦後はこれが上郷・下郷・湯ノ花郷・西郷の4つの地区に分けられ、塩ノ原は下郷に属した。下郷とは太郎ヶ岳を源とする立岩川の下流に沿う集落を差し、対して上流に沿う集落は上郷に属した。

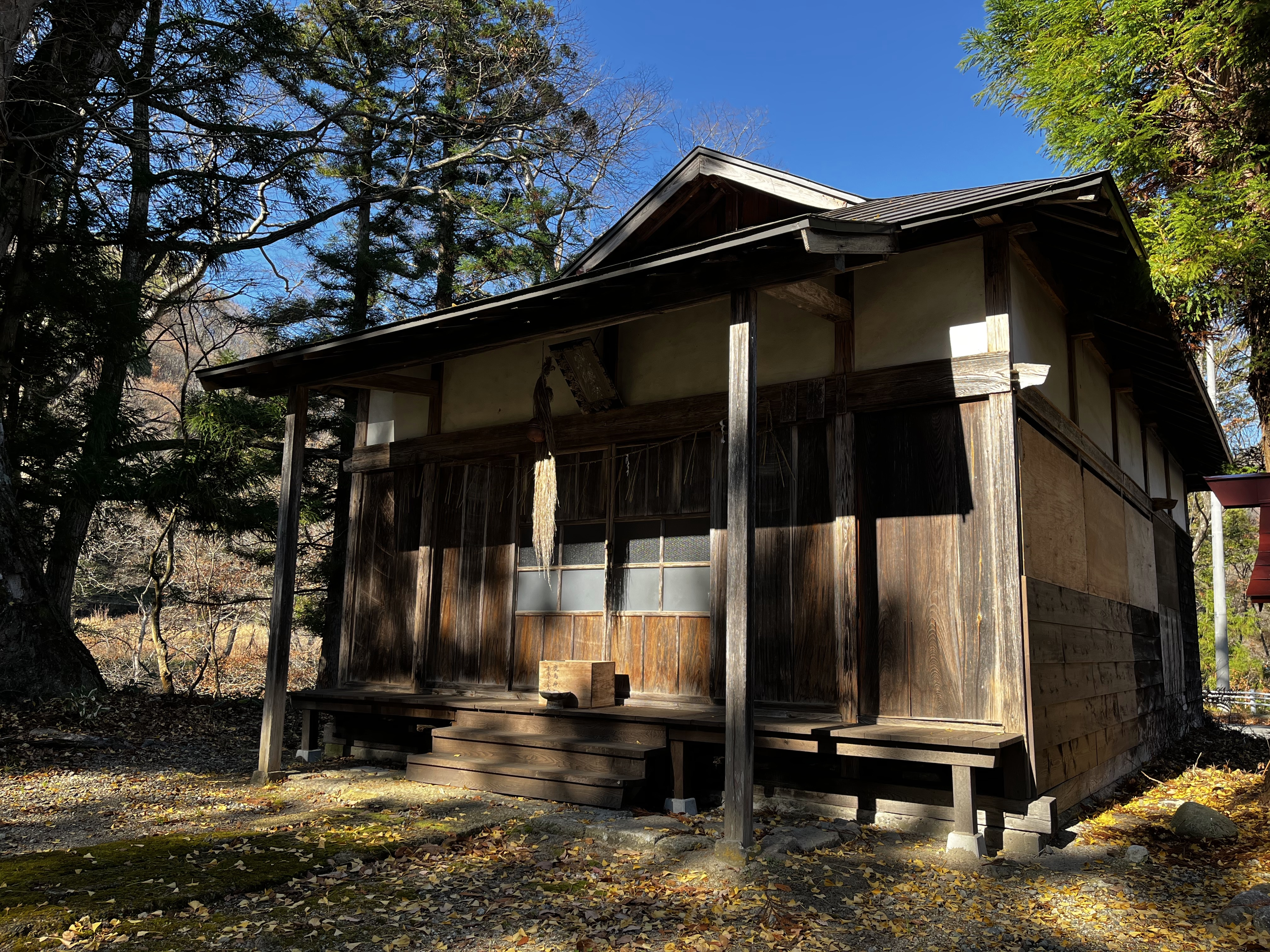
鹿島神社

1878年（明治11年）の「塩ノ原村外六ヵ村社寺明細帳」によると、当時塩ノ原村には鹿島神社と熊野神社（所在はたのせ）がある。尚、1871年（明治4年）以前は、鹿島大明神・熊野大権現と呼ばれていた。塩ノ原村の鹿島神社は井桁、熨斗戸、木賊の神社と並び館山村の代表的な神社とされており、村社（他に井桁鹿島神社、木賊熊野神社）とされていた。
同史料に舘岩の寺院について記録されてあり、塩ノ原の泉光寺が記載されている。また、中ノ井村の前沢寺が1907年（明治40年）に前沢集落の大火により焼失した際は檀徒が泉光寺に移っている。前沢寺は1616年（元和2年）に泉光寺住職光永が建立した寺。

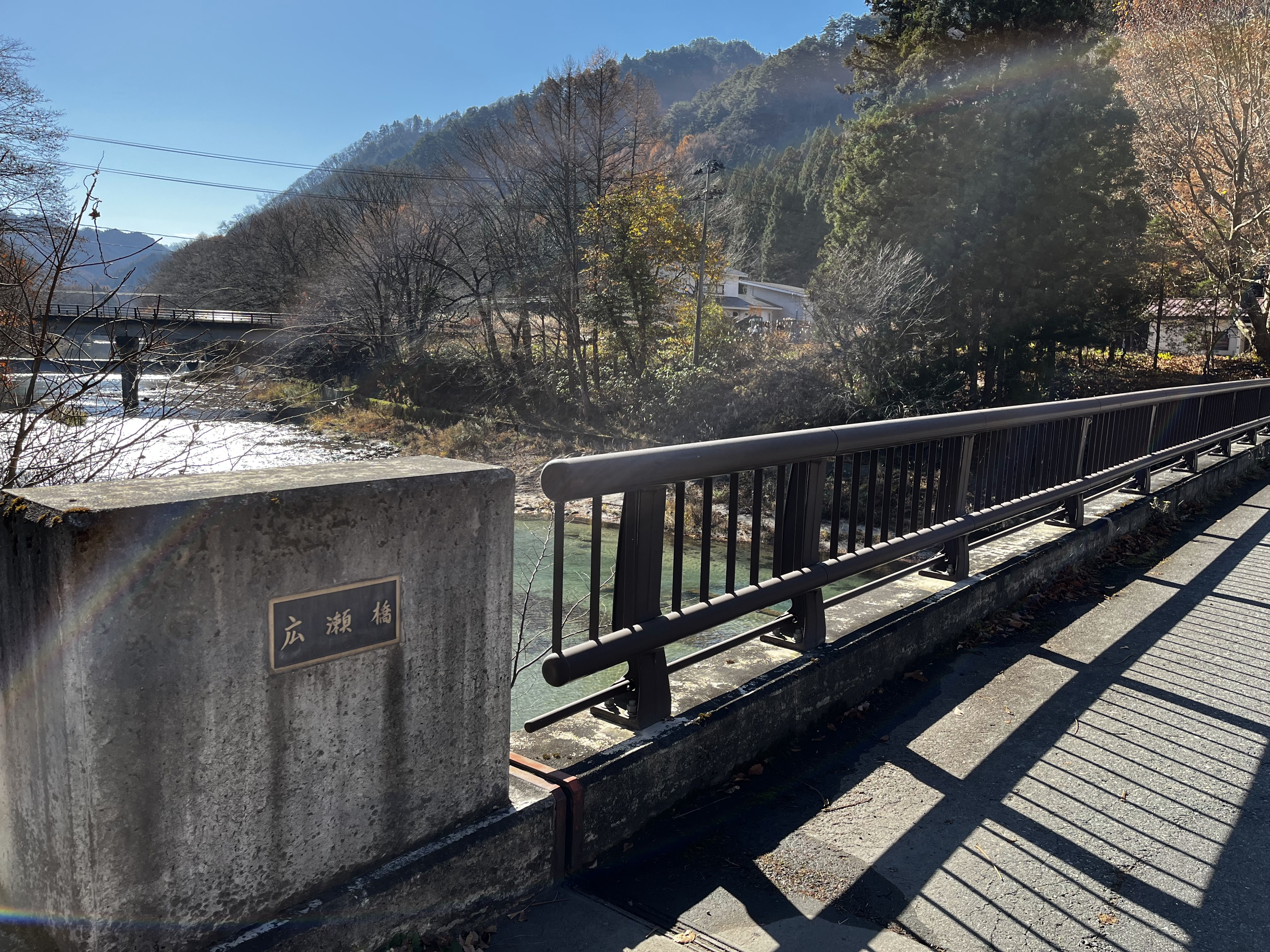
初代広瀬橋

1937年（昭和12年）、旧舘岩村で橋梁の永久橋建設が方針として打ち出され、村内の永久橋第一号として塩ノ原と田野瀬を結ぶ広瀬橋が架設された。当時としては鉄筋コンクリート製の橋は近代的であったことから、遠方から見学にくる人もいたと云う。1982年（昭和57年）に二代目広瀬橋が上流に架設されたが、現在に至るまで集落間の連絡橋としての役目を果たしている。　

### 現代

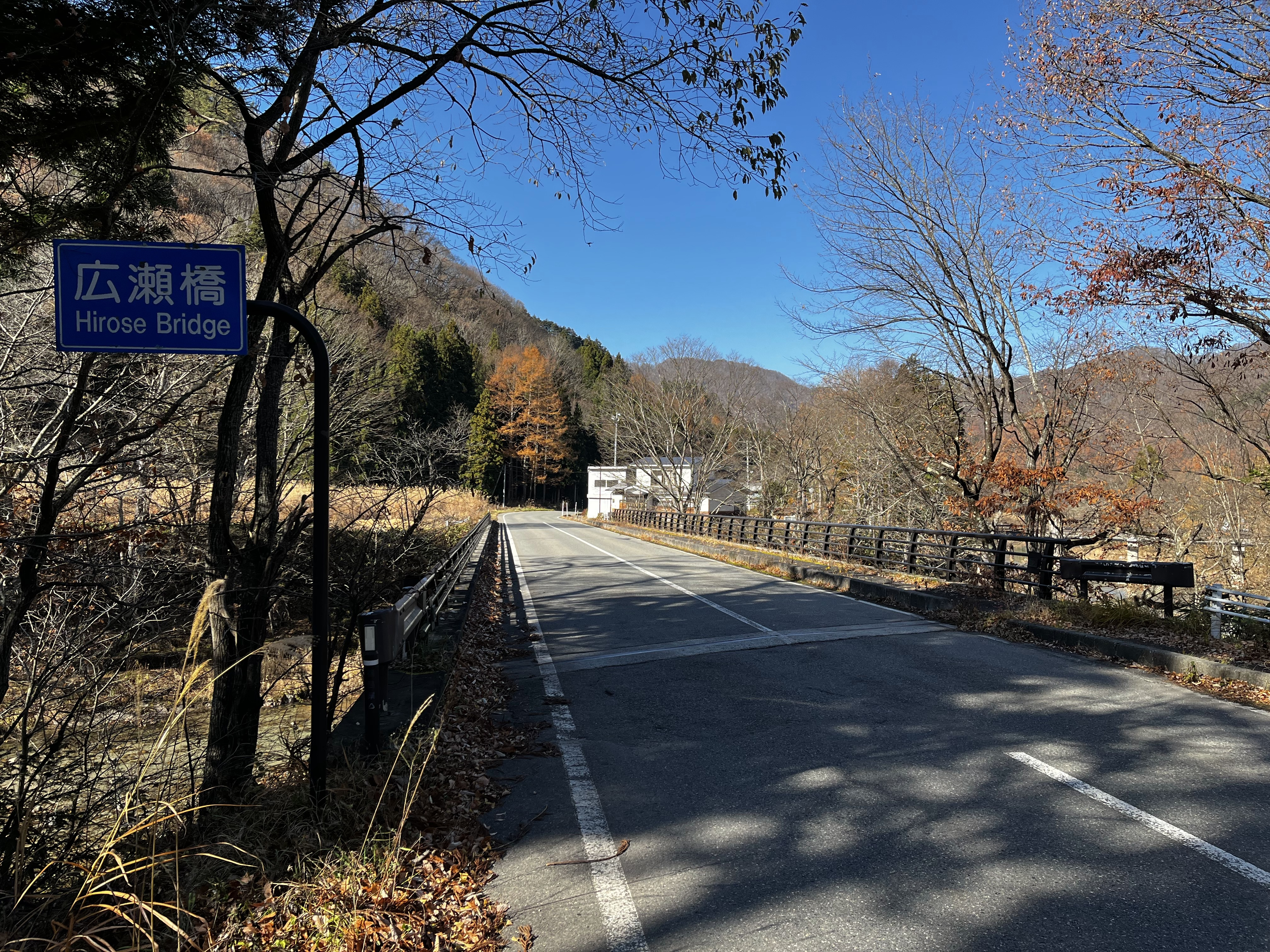
2代目広瀬橋

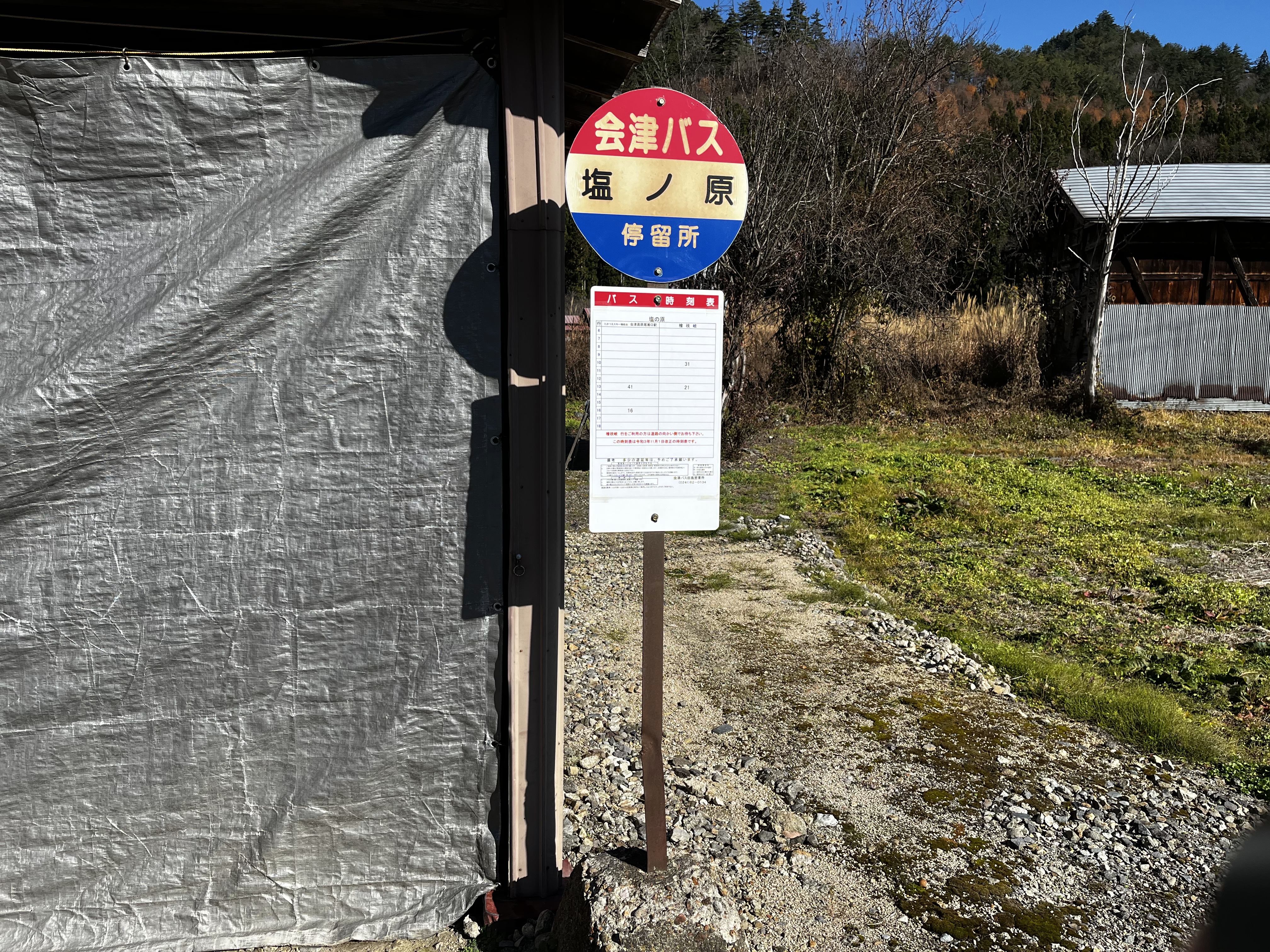

1985年（昭和60年）、塩ノ原の芳賀一二が秋の叙勲で勲五等瑞宝章を受章。一二は村長や元舘岩村新農業共同組合長などの要職を歴任し、行政、教育施策、農業施策に尽力した。

## 名所・寺社

### 泉光寺

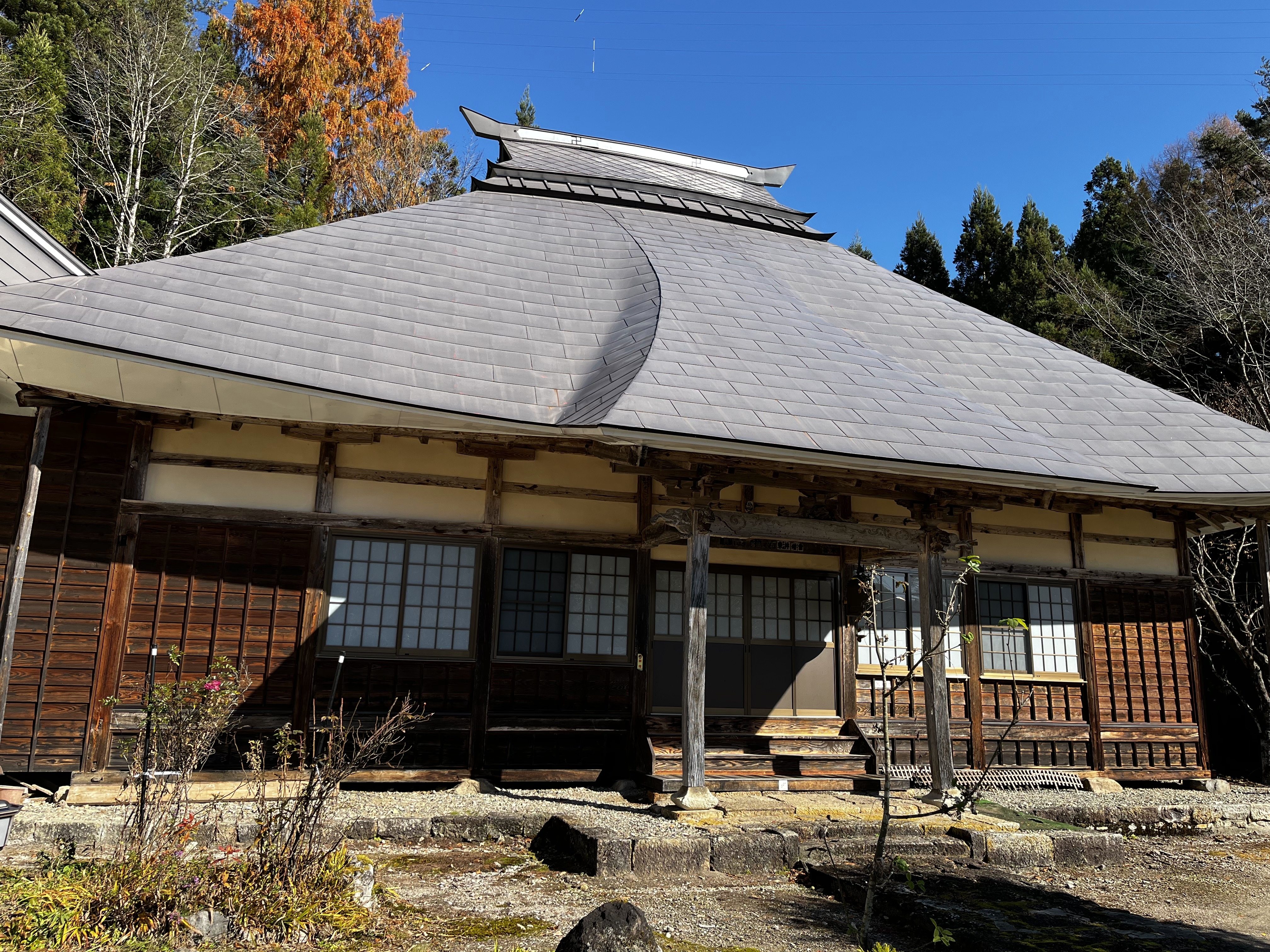
泉光寺

開基年は不明。1555年（弘治元年）、源龍という僧が中興したと云われてる。また、旧舘岩村に残る年紀が明瞭な文化財としては最も古い物で、1997年（平成9年）3月25日に県指定重要文化財に選定された。

### 鹿島神社

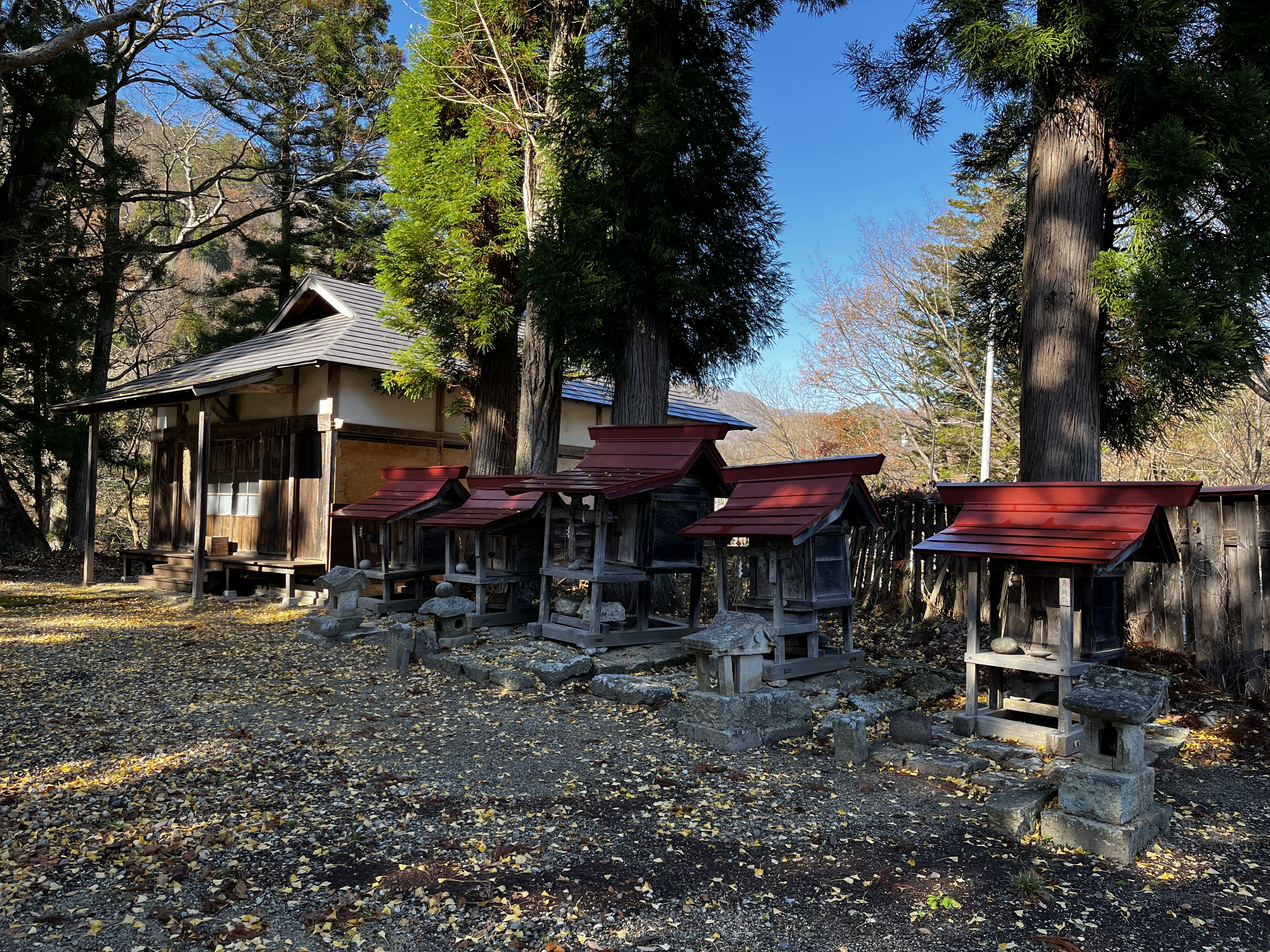
鹿島神社の境内社

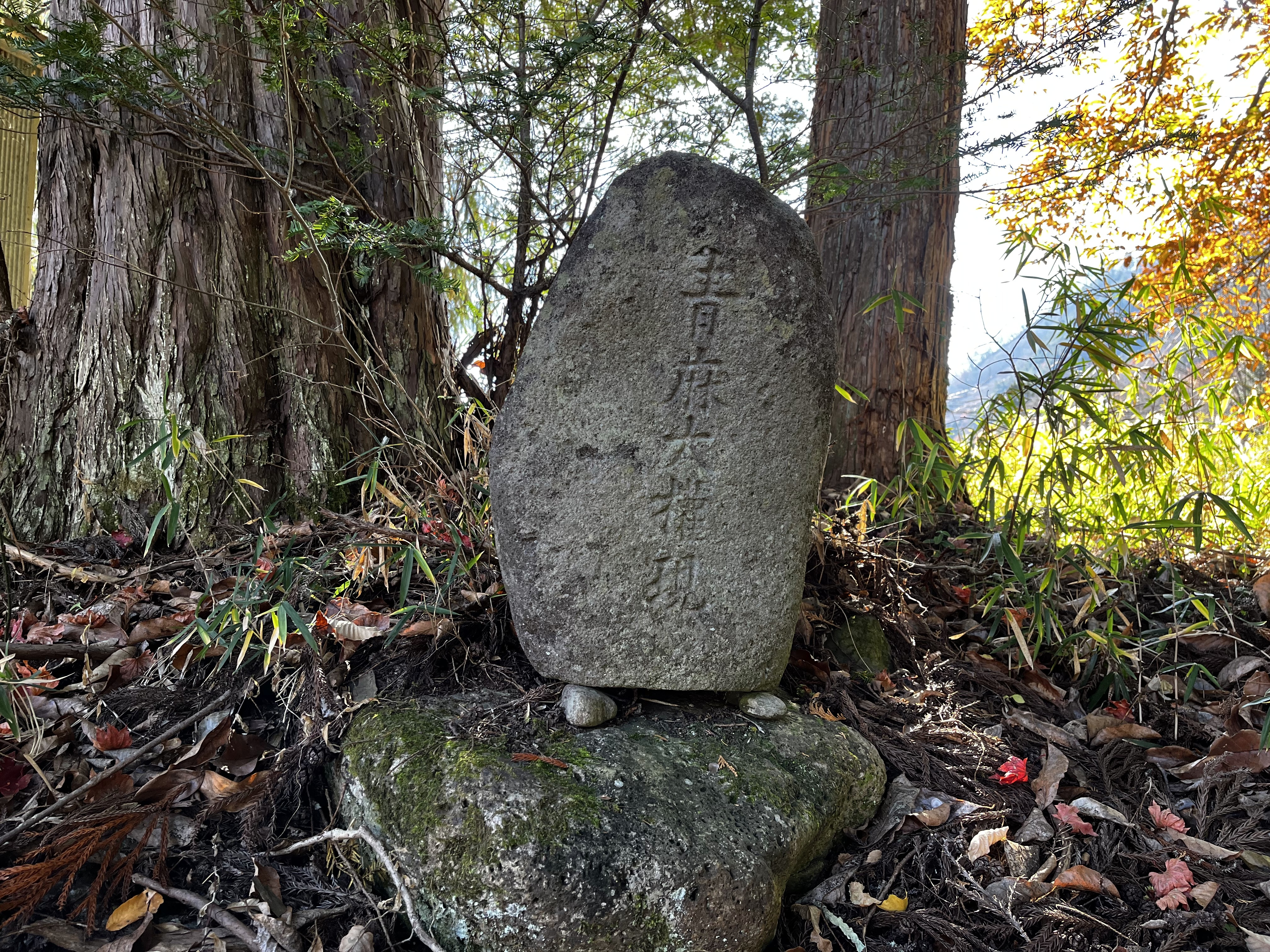
青麻大権現

縁起として長徳年間（995～998年）に星ノ五郎が鹿島神社を祀るとあるが、「新編会津風土記」には「鎮座の年代詳ならず」と記されている。境内には八王子神・熊野宮・伊勢宮などの寄神と庚申塔・双体道祖神や青麻大権現などがある。

### 御賓頭盧岩（おびんづるいわ）
塩ノ原の隣の集落田野瀬の向かいにある山の中腹にある奇石。ここに関する伝説が残っており、この岩へ御賓頭盧を祀った木の像があり、病人が自身の病気のある箇所と同じこの像の部分を触ると病気が治るというもの。また、山の四面中腹に部落の平安を守護するという毘沙門天も祀ってあった。

## 産業・生業
冬期間は大半が炭焼きや地元の山師に依頼され材木出しに従事していて、少数ではあるが関東へ屋根葺き職人として屋根屋へ出稼ぎする者もいた。1950年（昭和25年）頃までは、官地を払い下げてそこで各家で炭窯を造り、ほとんどの家が炭焼きに従事していた。村人達が炭焼小屋までの雪道を作っては、家から通った。しかし1950年（昭和25年）頃から炭が売れなり、木材の伐採が主な仕事に変わった。

### 農業
塩ノ原の属した旧舘岩村で稲作が始まったのは遅く、平坦部でも江戸時代に入ってからのことで、山間部は標高が高く稲作に適さず尚の事遅かった。その為、山間部は成育期間が比較的短く品種改良された明治に入ってから稲作が始まった。1912年（大正元年）末、塩ノ原堰と田瀬堰の開削により舘岩村の水田面積が増加したものの、塩ノ原の水田面積は特段変わらず、増加したのは1923年（大正12年）の耕地整理以降のこと。それまでは畑作が中心で、粟・稗・蕎麦・大豆などを栽培。自分の家で自給するのがやっとで、農業で生計を立てることはできなかったためそれ以外の仕事に依存せざるを得ない状況だった。

### 林業
1950年（昭和25年）頃から炭が売れなくなり、木材の伐採仕事が多くの家で生業として行われるようになった。伐採仕事は雪の降り始める12月～3月の積雪期間の仕事で、山小屋を建て泊まりがけで行われていて、気の合う者同士で伐採者と運搬者の2グループに分けられていた。木材の運搬にはヨツヤマと呼ばれるソリが4つあるものを利用していた。しかし山形県から働きに来た人から「バチ橇」の方が便利だと伝いたれ、1955年（昭和30年）ごろからバチ橇を利用するようになった。バチ橇はソリが2つしかないものの、ヨツヤマに比べ多くの木材を積載することができ、急な坂でも引きずり下ろすことができた。

## 文化と暮らし

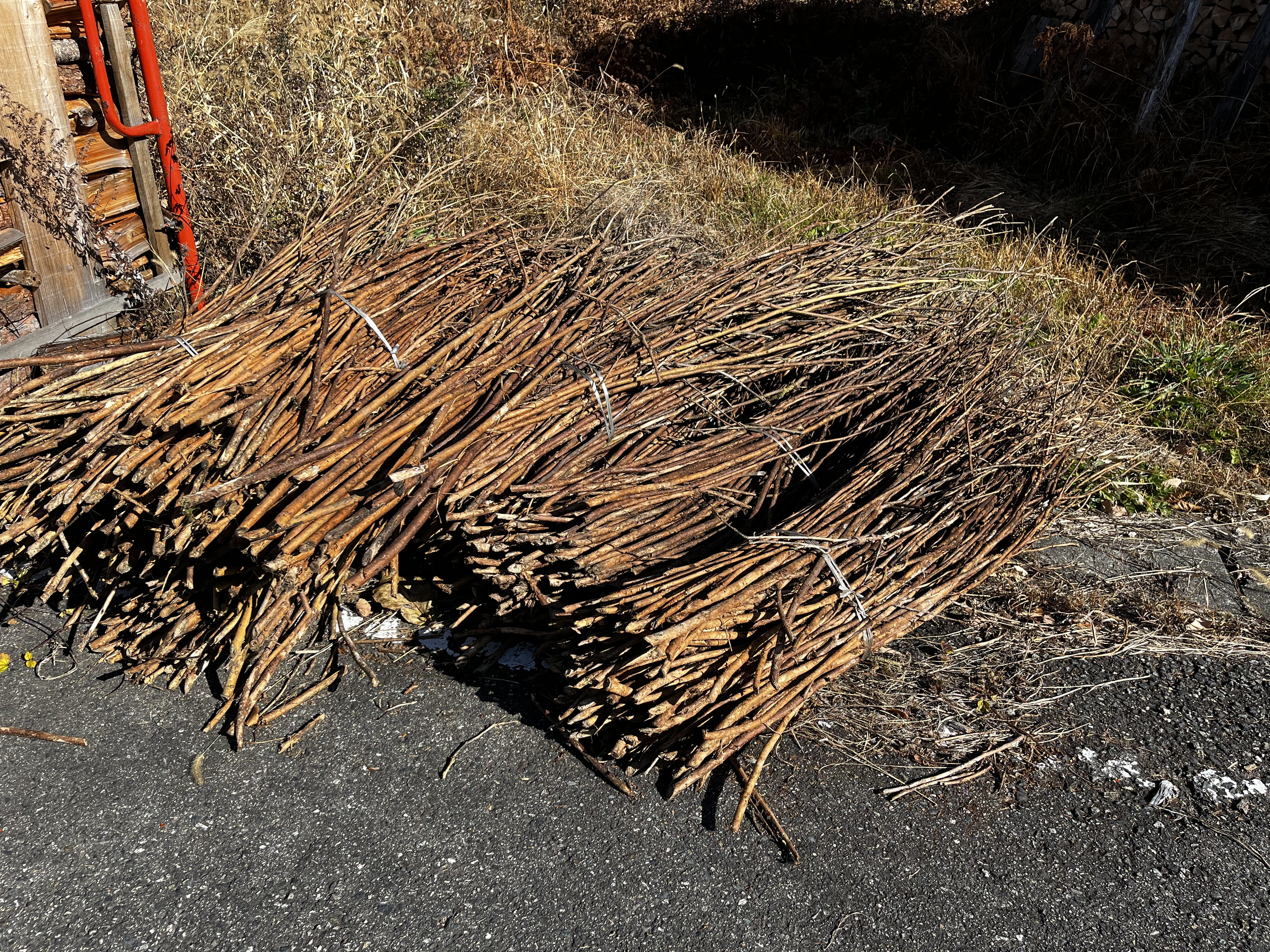
地内の柴

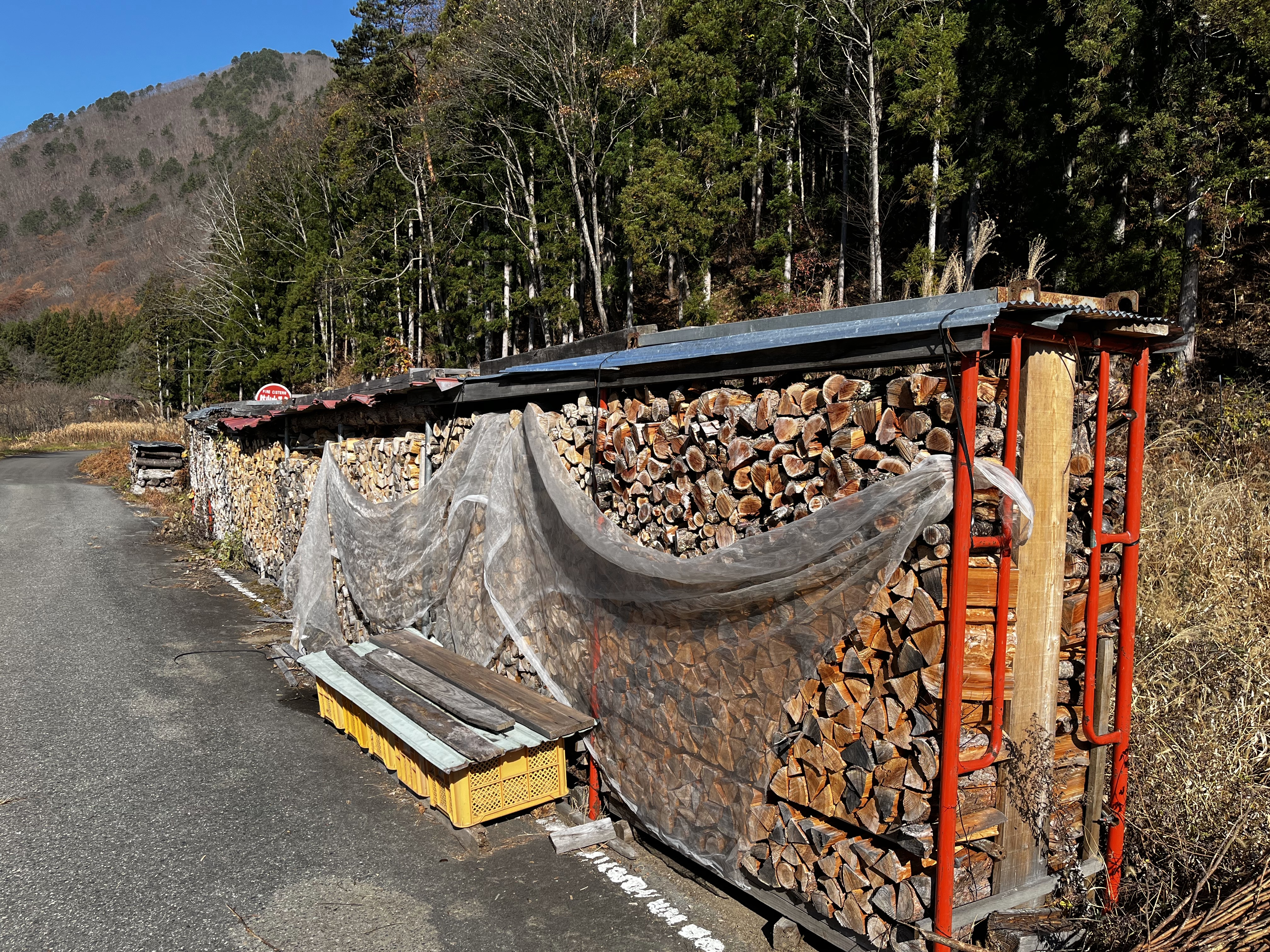
薪棚

以前は生活に薪が欠かせず、1年間の消費量は一軒当たり約4棚。薪は自分の家で消費する1年分を村の共有地から好きなだけ伐ることできた。3月に伐採して麓まで運んでおき、そこで斧で割り1年間乾燥させる。1年後、農閑期や春の固くなった雪を利用し家まで運んだ。また、女性も同様に春の堅雪を利用し柴刈り（雑木や小枝刈ること）を行う。1年間乾燥させる薪とは違い、柴はその年の内に家まで運ぶ。柴は1軒当たり1年間で100束ほど消費された。1950年（昭和25年）ごろまでは自由に共有地から伐採することができたのだが、共有林が不足したため薪炭用に山口営林署から払い下げ伐採するようになった。共有林が不足したことを問題視した塩ノ原の共有者達は1953年（昭和28年）、連名の上で共有地の伐採制限などに関する規約を定めた。これの効果がなかったのか、1963年（昭和38年）にも追加で取り決めが行われた。しかし1965年（昭和40年）頃から、燃料が薪・柴から石油やガスに切り替わっていき、自家消費のために伐採を行う家はほとんど無くなった。

## 行事
塩ノ原では、年初めの正月行事から季節行事、歳末行事に渡り60以上の行事が行われていた。

### 正月の若水汲み
元旦の朝、年男・主人が先に起きて手桶と柄杓を手に若水を汲む。それで湯を沸かし神仏にお茶を供えて拝み、家族でお茶を飲む。他地方でみられる唱え言のようなもの無し。塩ノ原では小正月の14日にも若水汲みをおこなっており、これは舘岩では珍しかった。

### 棚さがし
1月4日、正月3日間に諸神仏へ供えていた食物を下げて家族で食べる。塩ノ原ではシトギ（お供え用に米粉で作った餅）は11日までそのまま供えてたと云う。

### ヒマツリ
塩ノ原では妙義様は火の神だといい、妙義日待ちを行っていた。これは決まった夜に行われる忌籠りの一つで、翌朝に日の出を拝して解散する。

### ツボ朔日
2月1日朝、倉の中に落ちて散らばった小米を拾い集めて粉を挽き、それでツボ団子を造り神仏に供えて家族で食べる行事。以前は舘岩の全集落で行われていたものの、舘岩村史編纂室が調査を行った時代は塩ノ原を含む4集落でしか行われていなかった。

### 観音様

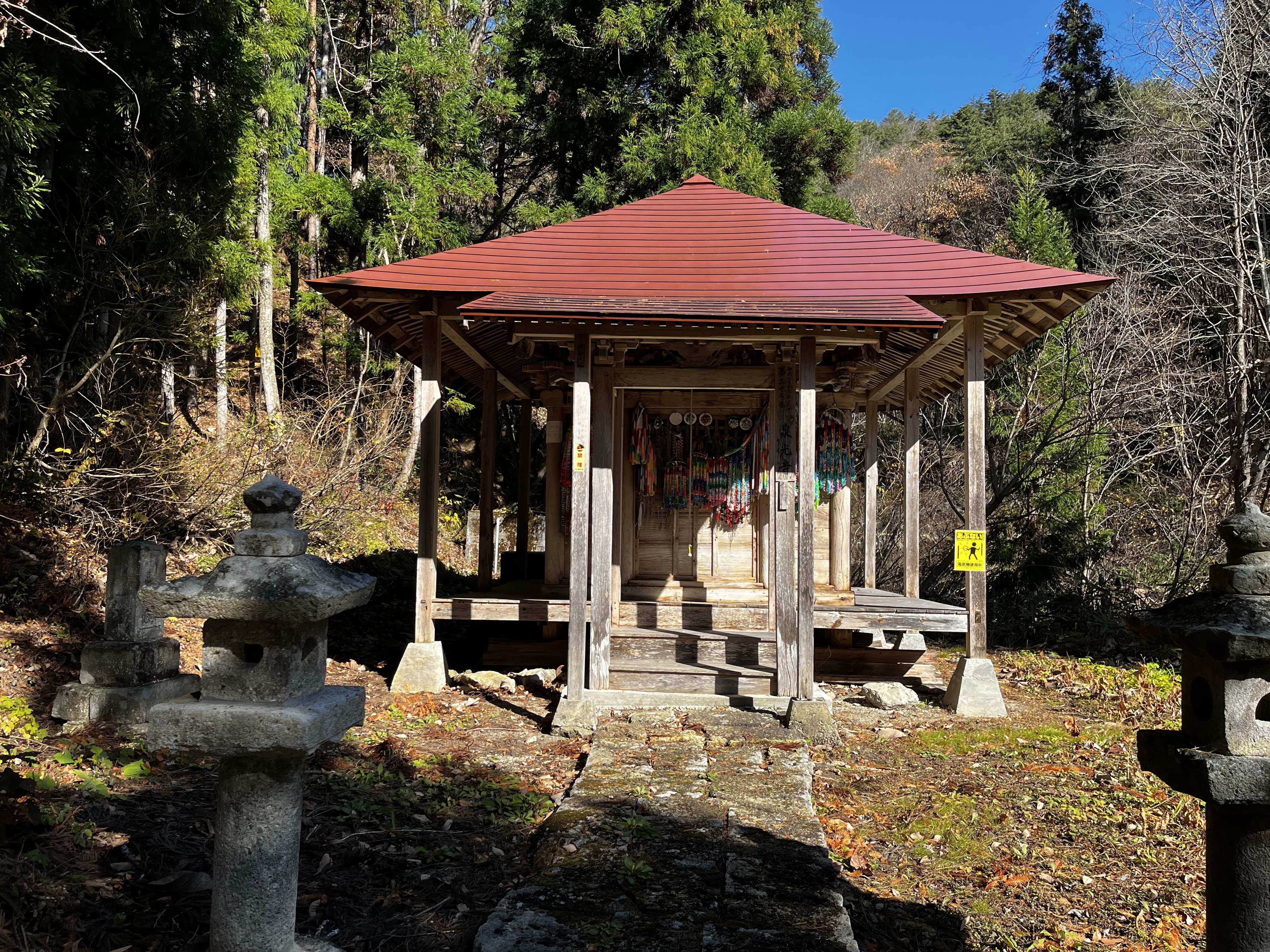
観音堂

観音様の日として4月17日を休みの日にしていた。塩ノ原では御蔵入三十三番札所中二十二番所として参詣者で賑わっていた時代があったと云う。

### 七夕
塩ノ原では、七夕に牽牛（彦星）と織姫が相会うと悪い子を産み、その子が伝染病を蔓延させると云う話があり、天の川を渡って相会わないよう雨が降るよう祈願すると云う。

### 盆掃除
舘岩では8月10～13日まで墓掃除を行うが、塩ノ原では7日盆に掃除を始める。